# Ocneridia nigropunctata
Ocneridia nigropunctata är en insektsart som först beskrevs av Lucas, H. 1849.  Ocneridia nigropunctata ingår i släktet Ocneridia och familjen Pamphagidae. Inga underarter finns listade i Catalogue of Life.